# Північно-східноавстралійська флористична область

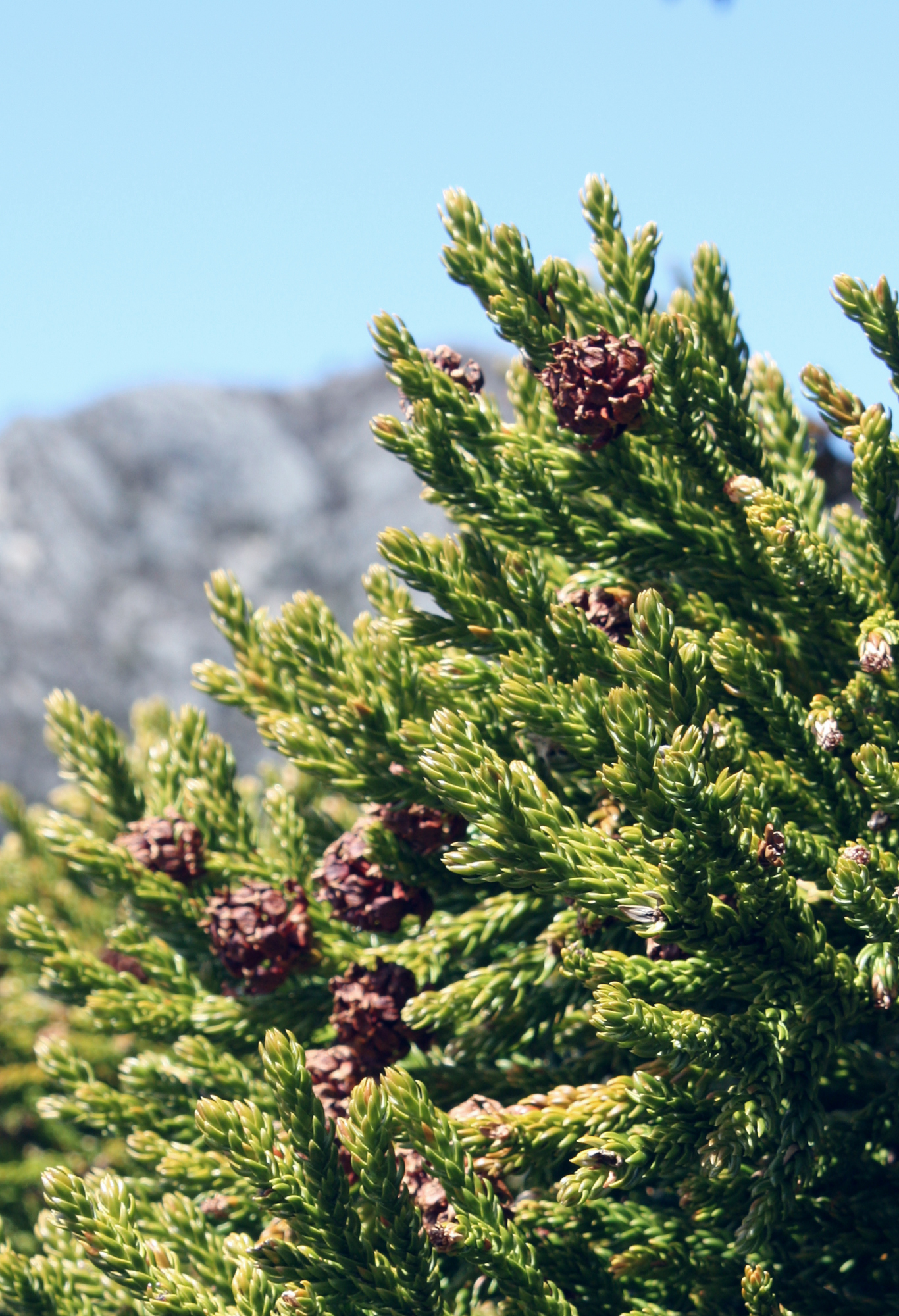
Атротаксис

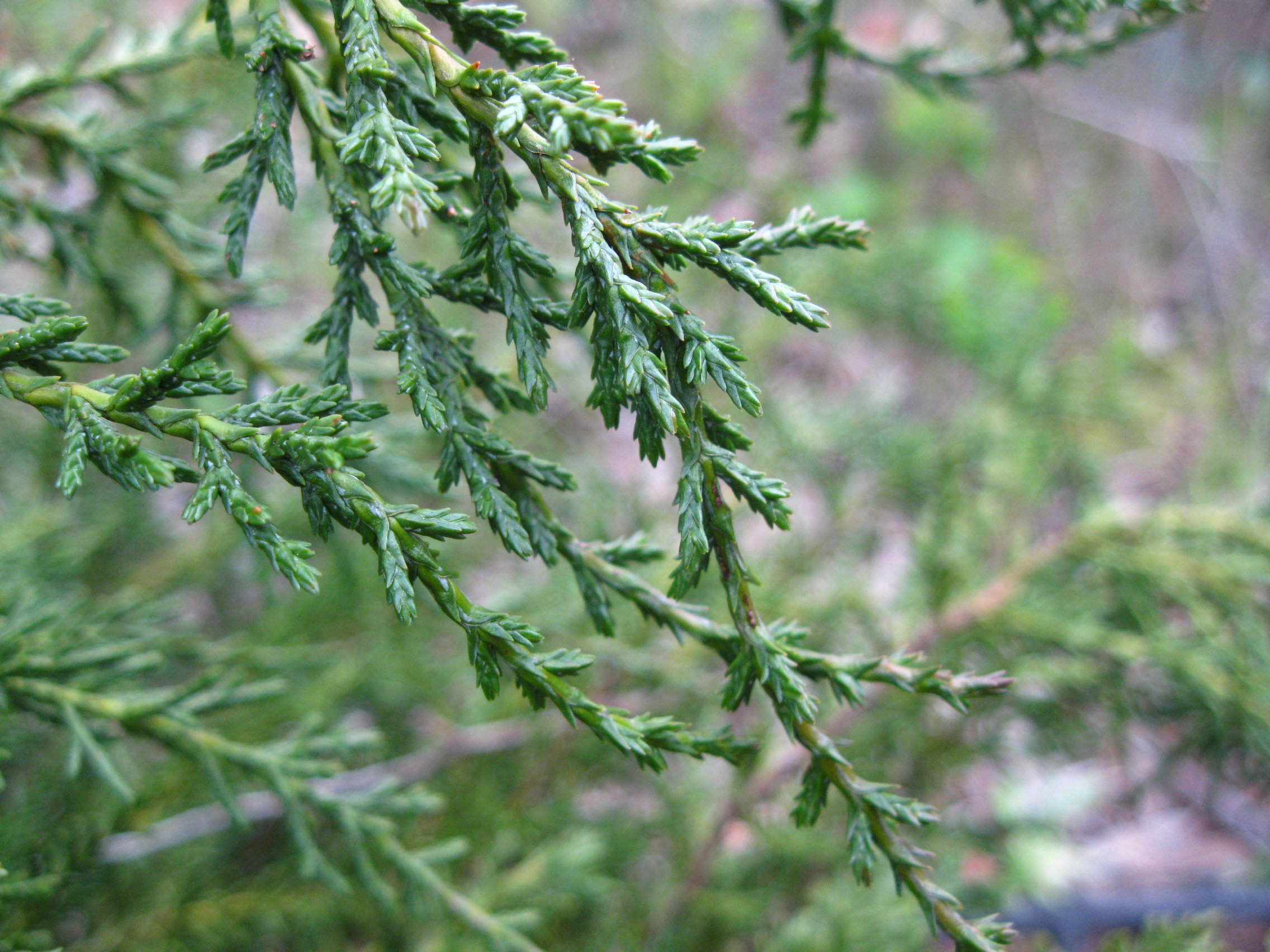
Дісельма

Північно-східноавстралійська флористична область входить до складу Австралійського флористичного царства.
Область охоплює північні, східні і південно-східні лісові і частково саваннові райони Австралії разом з прибережними островами і о. Тасманія. У флору області входять 5 ендемічних  родин (Austrobaileyaceae, Tetracarpaeaceae, Petermanniaceae, Idiospermaceae і Akaniaceae) і понад 150 ендемічних родів. Тасманія має 14 ендемічних родів, у тому числі хвойні Athrotaxis, Diselma і Microcachrys та квіткові Tetracarpaea, Prionotes, Isophysis.